# Tadeu Schmidt
Tadeu Schmidt (Natal, 18 de julio de 1974) es un periodista y presentador de televisión brasileño. Actualmente trabaja en Rede Globo.

## Carrera profesional
Tadeu Schmidt comenzó su carrera profesional en 1997 en la TV Globo. En 2000 se trasladó al equipo de reportajes deportivos de TV Globo Río e informó sobre numerosos eventos importantes en los años siguientes, como las carreras de Fórmula 1 y la Copa del Mundo de 2006. En los Juegos Olímpicos de Verano de 2008 en Beijing, fue uno de los presentadores. Además, en 2005 asumió la conducción del bloque deportivo en el programa matutino Bom Dia Brasil y desarrolló una nueva forma de presentar los goles de la jornada y la actualidad deportiva. En 2007 fue invitado a desarrollar un nuevo formato para tradicional bloque de los Goles del programa Fantástico, del que es presentador desde entonces. Después de los Juegos Olímpicos de Beijing, Schmidt dejó Bom Dia Brasil para dedicarse por completo al programa Fantástico. Desde 2008, el tradicional programa de revista electrónica innova con el bloque Detective Virtual (en portugués, Detetive Virtual), del cual fue su presentador durante casi 13 años. El Bloque se caracteriza por ser quien revele si el contenido presentado por internautas del mundo entero es verdad o es mentira.  Sin embargo, debido a los cambios en Fantástico, los directores de Globo invitaron y sorprendieron al anunciar a Tadeu para presentar Big Brother Brasil en su edición 22. y comienza a reemplazar a Tiago Leifert también en otro reality show, esta vez en The Voice Brasil.

## Televisión
| Programa           | Canal      | Período | Período |
| ------------------ | ---------- | ------- | ------- |
| Fantástico         | Rede Globo | 2013    | 2021    |
| Big Brother Brasil | Rede Globo | 2022    | 2022    |
| The Voice Brasil   | Rede Globo | 2022    | 2022    |